# Laure Auguste de Fitz-James

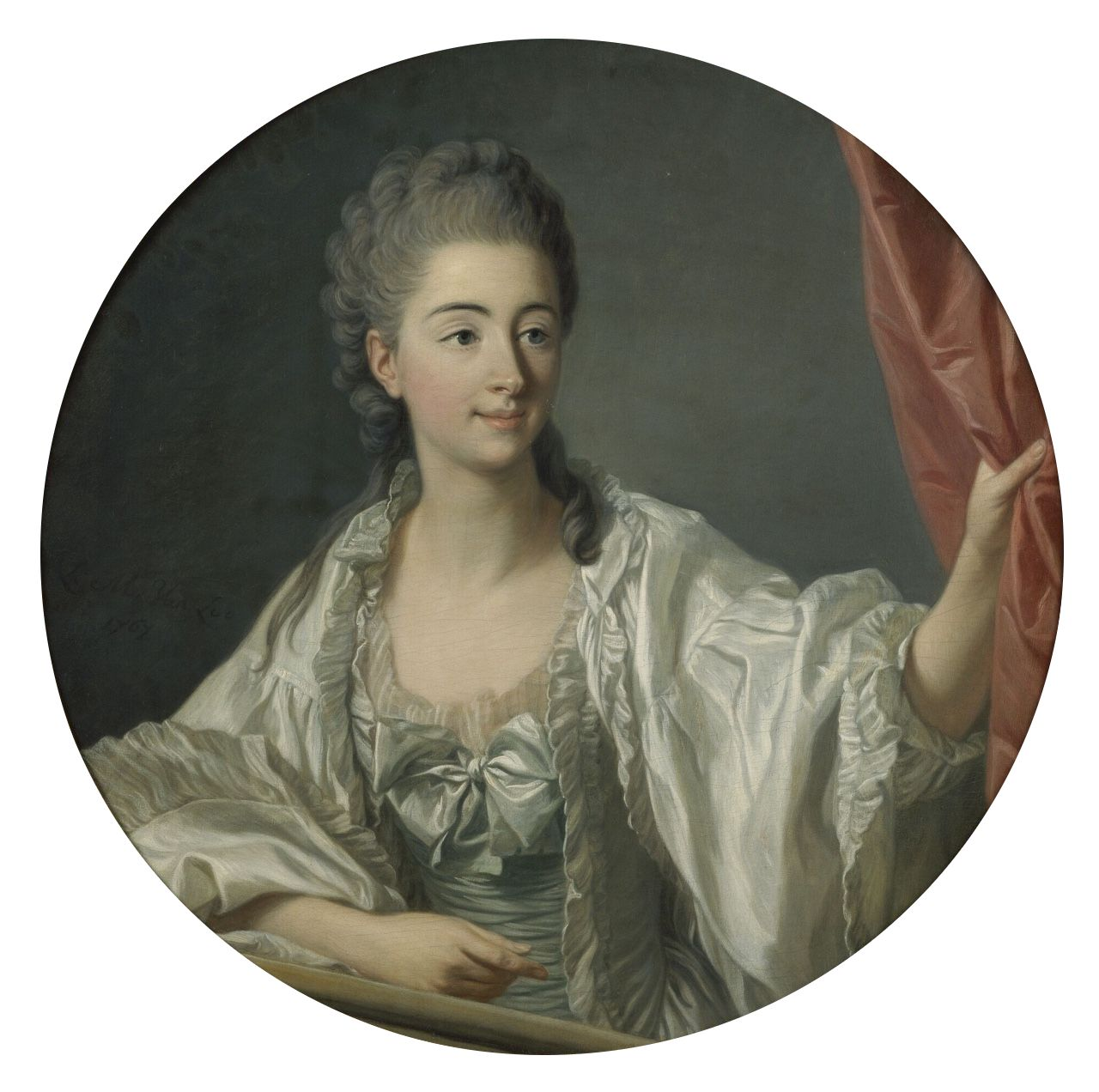
Porträt von Laure Auguste de Fitz-James von Louis-Michel van Loo

Laure Auguste de Fitz-James, princess de Chimay (* 7. Dezember 1744 in Paris; † 26. September 1814 ebenda) war eine französische Hofdame und Première dame d’honneur von Königin Marie Antoinette.

## Leben
Laure Auguste war die Tochter von Charles de Fitz-James, Enkelsohn Jakobs II. von England, und von Victoire Louise Sophie Goyon de Matignon, dame du palais von Königin Maria Leszczyńska, später von der Dauphine Marie Antoinette. Am 28. September 1762 heiratete sie Philippe Gabriel Maurice Joseph de Henin-Liétard, 15. Prince de Chimay. Die Ehe blieb kinderlos.
1767 folgte sie ihrer Mutter als dame du palais der Königin nach und übernahm das gleiche Amt bei der Dauphine Marie Antoinette, die zwei Jahre nach dem Tod Königin Maria Leszczyńskas in Frankreich ankam. 1775 ernannte Marie Antoinette, die inzwischen Königin geworden war, sie zur Première dame d’honneur als Nachfolgerin der Comtesse de Noailles, die sie verabscheute. Durch diese Position wurde sie die erste Dame im Hofstaat, wurde jedoch der Surintendante de la Maison de la Reine, Marie-Louise von Savoyen-Carignan, untergeordnet, als dieses Amt von Marie Antoinette wieder eingeführt wurde. Im Ausgleich musste die Königin einen Verwandten Laure Augustes befördern, um zu verhindern, dass diese den Hof verließ. 1775 kaufte der Bruder des Königs, der Comte d’Artois, von ihr das kleine Château de Bagatelle im Bois du Boulogne.
Laure Auguste wurde eine Vertraute Marie Antoinettes, die sie schätzte und mit ihr die Liebe für Musik und Oper teilte. Wegen dieses guten Verhältnisses bewohnte Laure Auguste ein Appartement mit 12 Zimmern im Mittelbau von Schloss Versailles sowie das Zwischengeschoss im Petit Trianon. Treu und vertrauenswürdig bleibt sie bei Marie Antoinette bis zum erzwungenen Umzug der Königsfamilie in die Tuilerien am 5. Oktober 1789. Laure Auguste de Fitz-James begab sich während der Französischen Revolution ins Exil, zunächst nach Brüssel, später nach Maastricht und Erfurt. Nach ihrer Rückkehr nach Frankreich widmete sie sich mit Frömmigkeit und religiöser Hingabe um die Armenpflege. Sie starb am 26. September 1814 mit 69 Jahren in Paris.